# 137
137（一百三十七）是136與138之間的自然數。

## 在數學中
- 第33個質數。前一個為131、下一個為139。
  - 第11对孿生質數，為（137、 139）。
  - 畢達哥拉斯質數
  - 陳質數
  - 強質數
  - 愛森斯坦質數
  - 此數字雖然是自然質數，但不是高斯質數。前一個有此性質的自然質數是113、下一個是149。（OEIS數列A002313）

其第一象限之高斯質數的整数分解為{\displaystyle \left(11+4i\right)\times \left(11-4i\right)}。
- 第94個不尋常數，大於平方根的質因數為137。前一個為136、下一個為138。
- 第84個無平方數因數的數。前一個為134、下一個為138。
- 第60個十进制的等數位數。前一個為135、下一個為139。
- 第7個原始數

## 在自然科学中
- 物理学中的精细结构常数大约等于一百三十七分之一。

## 在社會文化中
- 台灣一個校園體育連線系統的簡稱，由位在高雄市的義守大學、三民家商、七賢國中這三間學校的籃球隊，取其學校名稱之首字諧音而成的「137連線」[1]。